# 内陆深处
《内陆深处》（英語：In the Heart of the Country），是南非英語作家约翰·马克斯韦尔·库切的长篇小说。

## 写作和出版
《内陆深处》1977年写完和发表。

## 内容
一个白人老处女发现自己的父亲和一个有色人种的年轻女人通奸，老处女幻想把这对偷情男女都杀死，然而老处女自己却想着和家里的男仆人偷情。

## 影响
该长篇小说深受美国南方文学小说家威廉·福克纳的文风影响。

## 译著
简体中文版本已经由翻译家文敏翻译。